# Johannes Oerding/Diskografie
Diese Diskografie ist eine Übersicht über die musikalischen Werke des deutschen Popsängers Johannes Oerding. Den Schallplattenauszeichnungen zufolge hat er bisher über 2,1 Millionen Tonträger verkauft. Seine erfolgreichste Veröffentlichung ist die Single An guten Tagen mit über 610.000 verkauften Einheiten.

## Alben

### Studioalben
| Jahr | Titel Musiklabel                           | Höchstplatzierung, Gesamtwochen, AuszeichnungChartplatzierungen (Jahr, Titel, Musiklabel, Platzierungen, Wochen, Auszeichnungen, Anmerkungen) | Höchstplatzierung, Gesamtwochen, AuszeichnungChartplatzierungen (Jahr, Titel, Musiklabel, Platzierungen, Wochen, Auszeichnungen, Anmerkungen) | Höchstplatzierung, Gesamtwochen, AuszeichnungChartplatzierungen (Jahr, Titel, Musiklabel, Platzierungen, Wochen, Auszeichnungen, Anmerkungen) | Anmerkungen                                                |
| Jahr | Titel Musiklabel                           | DE | AT | CH | Anmerkungen                                                |
| ---- | ------------------------------------------ | --- | --- | --- | ---------------------------------------------------------- |
| 2009 | Erste Wahl Flash Records (Soulfood)        | DE39 Gold · (7 Wo.)DE | — | — | Erstveröffentlichung: 16. Januar 2009 Verkäufe: + 100.000  |
| 2011 | Boxer Columbia Records (Sony)              | DE11 (4 Wo.)DE | — | — | Erstveröffentlichung: 28. Januar 2011                      |
| 2013 | Für immer ab jetzt Columbia Records (Sony) | DE4 Gold · (15 Wo.)DE | AT71 (1 Wo.)AT | CH93 (1 Wo.)CH | Erstveröffentlichung: 11. Januar 2013 Verkäufe: + 100.000  |
| 2015 | Alles brennt Columbia Records (Sony)       | DE3 ×3Dreifachgold · (48 Wo.)DE | AT58 (1 Wo.)AT | CH45 Platin · (11 Wo.)CH | Erstveröffentlichung: 30. Januar 2015 Verkäufe: + 320.000  |
| 2017 | Kreise Columbia Records (Sony)             | DE2 Platin · (71 Wo.)DE | AT46 (1 Wo.)AT | CH20 Platin · (10 Wo.)CH | Erstveröffentlichung: 5. Mai 2017 Verkäufe: + 220.000      |
| 2019 | Konturen Columbia Records (Sony)           | DE1 Platin · (63 Wo.)DE | AT18 (2 Wo.)AT | CH8 (10 Wo.)CH | Erstveröffentlichung: 8. November 2019 Verkäufe: + 200.000 |
| 2022 | Plan A Columbia Records (Sony)             | DE1 (28 Wo.)DE | AT35 (1 Wo.)AT | CH13 (3 Wo.)CH | Erstveröffentlichung: 4. November 2022                     |

### Livealben
| Jahr | Titel Musiklabel                                           | Anmerkungen |
| ---- | ---------------------------------------------------------- | --- |
| 2014 | Für immer ab jetzt – Live + Deluxe Columbia Records (Sony) | Erstveröffentlichung: 14. März 2014 Verkäufe werden dem Studioalbum hinzuaddiert                                    |
| 2015 | Alles brennt – Live in Hamburg Columbia Records (Sony)     | Erstveröffentlichung: 6. November 2015 Verkäufe werden dem Studioalbum hinzuaddiert                                 |
| 2017 | Kreise Live Columbia Records (Sony)                        | Erstveröffentlichung: 24. November 2017 mit der NDR Radiophilharmonie; Verkäufe werden dem Studioalbum hinzuaddiert |

## Singles

### Als Leadmusiker
| Jahr | Titel Album                                  | Höchstplatzierung, Gesamtwochen, AuszeichnungChartplatzierungen (Jahr, Titel, Album, Platzierungen, Wochen, Auszeichnungen, Anmerkungen) | Höchstplatzierung, Gesamtwochen, AuszeichnungChartplatzierungen (Jahr, Titel, Album, Platzierungen, Wochen, Auszeichnungen, Anmerkungen) | Höchstplatzierung, Gesamtwochen, AuszeichnungChartplatzierungen (Jahr, Titel, Album, Platzierungen, Wochen, Auszeichnungen, Anmerkungen) | Anmerkungen                                                      |
| Jahr | Titel Album                                  | DE | AT | CH | Anmerkungen                                                      |
| ---- | -------------------------------------------- | --- | --- | --- | ---------------------------------------------------------------- |
| 2008 | Die Tage werden anders sein Erste Wahl       | — | — | — | Erstveröffentlichung: 24. Oktober 2008                           |
| 2009 | Für die Welt Erste Wahl                      | — | — | — | Erstveröffentlichung: 2009                                       |
| 2010 | Engel Erste Wahl                             | DE80 (2 Wo.)DE | — | — | Erstveröffentlichung: 5. März 2010                               |
| 2010 | Reparier’n Boxer                             | — | — | — | Erstveröffentlichung: 19. November 2010                          |
| 2011 | Morgen Boxer                                 | — | — | — | Erstveröffentlichung: 4. März 2011                               |
| 2011 | Tausend Menschen / Ich lass dich geh’n Boxer | — | — | — | Erstveröffentlichung: 16. Dezember 2011                          |
| 2012 | Einfach nur weg Für immer ab jetzt           | DE98 (2 Wo.)DE | — | — | Erstveröffentlichung: 2. November 2012                           |
| 2013 | Und wenn die Welt Für immer ab jetzt         | — | — | — | Erstveröffentlichung: 31. Januar 2013                            |
| 2013 | Jemanden wie dich Für immer ab jetzt         | — | — | — | Erstveröffentlichung: 15. März 2013                              |
| 2013 | Nichts geht mehr Für immer ab jetzt          | DE43 (5 Wo.)DE | — | — | Erstveröffentlichung: 20. September 2013                         |
| 2015 | Alles brennt                                 | DE20 Gold · (29 Wo.)DE | — | CH34 Gold · (4 Wo.)CH | Erstveröffentlichung: 27. März 2015 Verkäufe: + 210.000          |
| 2015 | Wenn du lebst Alles brennt                   | DE75 (1 Wo.)DE | — | — | Erstveröffentlichung: 31. Juli 2015                              |
| 2015 | Das alles geht hier –                        | — | — | — | Erstveröffentlichung: 20. September 2015 mit Anna Loos           |
| 2017 | Kreise                                       | DE91 Gold · (1 Wo.)DE | AT42 (11 Wo.)AT | CH— GoldCH | Erstveröffentlichung: 23. März 2017 Verkäufe: + 210.000          |
| 2017 | Hundert Leben Kreise                         | — | — | — | Erstveröffentlichung: 1. September 2017                          |
| 2019 | An guten Tagen Konturen                      | DE45 Platin · (8 Wo.)DE | AT— GoldAT | CH85 (1 Wo.)CH | Erstveröffentlichung: 29. März 2019 Verkäufe: + 615.000          |
| 2019 | Blinde Passagiere Konturen                   | — | — | — | Erstveröffentlichung: 4. Oktober 2019                            |
| 2020 | Anfassen Konturen                            | — | — | — | Erstveröffentlichung: 29. Mai 2020                               |
| 2020 | Ungeschminkt Konturen (Special Edition)      | DE— aDE | — | — | Erstveröffentlichung: 25. September 2020                         |
| 2022 | Plan A                                       | — | — | — | Erstveröffentlichung: 25. März 2022                              |
| 2022 | Kaleidoskop Plan A                           | — | — | — | Erstveröffentlichung: 2. September 2022                          |
| 2022 | Stärker Plan A                               | — | — | — | Erstveröffentlichung: 7. Oktober 2022 feat. Zeynep Avci          |
| 2022 | Porzellan Plan A                             | — | — | — | Erstveröffentlichung: 21. Oktober 2022                           |
| 2023 | Der Sonne hinterher Plan A (Special Edition) | — | — | — | Erstveröffentlichung: 17. März 2023                              |
| 2023 | Kurz auf Stop –                              | — | — | — | Erstveröffentlichung: 3. November 2023 mit Jan „Seven“ Dettwyler |

### Als Gastmusiker
| Jahr | Titel Album                                                | Höchstplatzierung, Gesamtwochen, AuszeichnungChartplatzierungen (Jahr, Titel, Album, Platzierungen, Wochen, Auszeichnungen, Anmerkungen) | Höchstplatzierung, Gesamtwochen, AuszeichnungChartplatzierungen (Jahr, Titel, Album, Platzierungen, Wochen, Auszeichnungen, Anmerkungen) | Höchstplatzierung, Gesamtwochen, AuszeichnungChartplatzierungen (Jahr, Titel, Album, Platzierungen, Wochen, Auszeichnungen, Anmerkungen) | Anmerkungen                                                                               |
| Jahr | Titel Album                                                | DE | AT | CH | Anmerkungen                                                                               |
| ---- | ---------------------------------------------------------- | --- | --- | --- | ----------------------------------------------------------------------------------------- |
| 2015 | Sommer in Schweden (Unplugged) MTV Unplugged in drei Akten | — | — | — | Erstveröffentlichung: 14. August 2015 Revolverheld feat. Johannes Oerding                 |
| 2019 | Pyramiden Ich und keine Maske                              | DE38 Gold · (10 Wo.)DE | AT50 (2 Wo.)AT | CH47 (2 Wo.)CH | Erstveröffentlichung: 20. September 2019 Verkäufe: + 200.000; Sido feat. Johannes Oerding |
| 2019 | This Christmas –                                           | — | — | — | Erstveröffentlichung: 24. Dezember 2019 Soulounge feat. Johannes Oerding & Grace Risch    |
| 2020 | Jetzt (Live) Peter Maffay und …                            | — | — | — | Erstveröffentlichung: 20. November 2020 Peter Maffay feat. Johannes Oerding               |
| 2021 | Gedankenmillionäre Gute Neuigkeiten                        | — | — | — | Erstveröffentlichung: 5. Februar 2021 Nico Suave feat. Johannes Oerding                   |
| 2021 | Mein Weg Für eine handvoll Eiscreme!                       | — | — | — | Erstveröffentlichung: 12. Februar 2021 Die Punkies feat. Johannes Oerding                 |
| 2021 | Horizont Blaue Stunde (Deluxe Edition)                     | — | — | — | Erstveröffentlichung: 23. April 2021 Gentleman feat. Johannes Oerding                     |
| 2021 | Die guten Zeiten Vielleicht irgendwann                     | DE14 (6 Wo.)DE | — | — | Erstveröffentlichung: 10. Juni 2021 Wincent Weiss feat. Johannes Oerding                  |
| 2021 | What They Call Life –                                      | — | — | — | Erstveröffentlichung: 17. Dezember 2021 Sebastian Krenz & Johannes Oerding                |
| 2025 | Wimpernschlag –                                            | — | — | — | Erstveröffentlichung: 6. Juni 2025 Max Giesinger feat. Johannes Oerding                   |

## Videoalben und Musikvideos

### Videoalben
| Jahr | Titel Musiklabel                                       | Anmerkungen                                                                         |
| ---- | ------------------------------------------------------ | ----------------------------------------------------------------------------------- |
| 2015 | Alles brennt – Live in Hamburg Columbia Records (Sony) | Erstveröffentlichung: 6. November 2015 Verkäufe werden dem Studioalbum hinzuaddiert |

### Musikvideos
| Jahr | Titel                          | Regie              |
| ---- | ------------------------------ | ------------------ |
| 2009 | Für die Welt                   | Kim Frank          |
| 2010 | Engel                          | Martin Schmitt     |
| 2010 | Reparier’n                     |                    |
| 2011 | Tausend Menschen               |                    |
| 2012 | Einfach nur weg                | Gregor Erler       |
| 2013 | Jemanden wie dich              |                    |
| 2013 | Nichts geht mehr               | Alexander Schiller |
| 2015 | Alles brennt                   |                    |
| 2015 | Wenn du lebst                  |                    |
| 2015 | Das alles geht hier            |                    |
| 2016 | Der Himmel wird blau           | Andreas Z. Simon   |
| 2017 | Kreise                         | Felix Urbauer      |
| 2017 | Hundert Leben                  |                    |
| 2018 | Leuchtschrift (Große Freiheit) | Patrick Wulf       |
| 2018 | Mädchen gegen Jungs            | Johannes Huth      |
| 2019 | An guten Tagen                 |                    |
| 2019 | Alles okay                     |                    |
| 2020 | Anfassen                       | Bildreich Hamburg  |
| 2020 | Ungeschminkt                   |                    |
| 2021 | Gedankenmillionäre             | Oliver Sommer      |
| 2021 | Mein Weg                       |                    |
| 2021 | Die guten Zeiten               | Paul Hüttemann     |
| 2022 | Plan A                         | Felix Seuffert     |
| 2022 | Kaleidoskop                    |                    |
| 2022 | Stärker                        |                    |
| 2022 | Porzellan                      |                    |
| 2023 | Der Sonne hinterher            |                    |
| 2023 | Kurz auf Stop                  |                    |
| 2025 | Wimpernschlag                  | Joel Vila          |

## Autorenbeteiligungen
Johannes Oerding als Autor in den Charts

| Jahr | Titel Interpretation             | Höchstplatzierung, Gesamtwochen, AuszeichnungChartplatzierungen (Jahr, Titel, Interpretation, Platzierungen, Wochen, Auszeichnungen, Anmerkungen) | Höchstplatzierung, Gesamtwochen, AuszeichnungChartplatzierungen (Jahr, Titel, Interpretation, Platzierungen, Wochen, Auszeichnungen, Anmerkungen) | Höchstplatzierung, Gesamtwochen, AuszeichnungChartplatzierungen (Jahr, Titel, Interpretation, Platzierungen, Wochen, Auszeichnungen, Anmerkungen) | Anmerkungen                         |
| Jahr | Titel Interpretation             | DE | AT | CH | Anmerkungen                         |
| ---- | -------------------------------- | --- | --- | --- | ----------------------------------- |
| 2013 | Himmel und Hölle Alexander Klaws | DE48 (1 Wo.)DE | — | — | Erstveröffentlichung: 5. April 2013 |

## Promoveröffentlichungen
| Jahr | Titel Album                                                                            | Anmerkungen                                                                        |
| ---- | -------------------------------------------------------------------------------------- | ---------------------------------------------------------------------------------- |
| 2015 | Heimat Alles brennt                                                                    | Erstveröffentlichung: 2. Oktober 2015                                              |
| 2015 | Es lebe die Freundschaft! Tabaluga – Es lebe die Freundschaft!                         | Erstveröffentlichung: 16. Oktober 2015 Peter Maffay feat. Verschiedene Interpreten |
| 2018 | Leuchtschrift (Große Freiheit) Kreise                                                  | Erstveröffentlichung: 9. März 2018                                                 |
| 2018 | Mädchen gegen Jungs Bibi & Tina – Star-Edition (Sampler)                               | Erstveröffentlichung: 27. September 2018 mit den Bibi & Tina All Stars             |
| 2019 | Hier mit dir Sing meinen Song – Das Tauschkonzert, Vol. 6 (Sampler)                    | Erstveröffentlichung: 8. Mai 2019 Original: Wincent Weiss                          |
| 2019 | Rock My Life Sing meinen Song – Das Tauschkonzert, Vol. 6 (Sampler)                    | Erstveröffentlichung: 22. Mai 2019 Original: Jeanette                              |
| 2021 | Pray Sing meinen Song – Das Tauschkonzert, Vol. 8 (Sampler)                            | Erstveröffentlichung: 20. April 2021 Original: DJ Bobo                             |
| 2021 | Glück auf Sing meinen Song – Das Tauschkonzert, Vol. 8 (Sampler)                       | Erstveröffentlichung: 27. April 2021 Original: Joris                               |
| 2021 | Ohne Sinn Sing meinen Song – Das Tauschkonzert, Vol. 8 (Sampler)                       | Erstveröffentlichung: 4. Mai 2021 Original: Nura feat. Bausa                       |
| 2021 | Unter der Welt Playlist                                                                | Erstveröffentlichung: 18. Oktober 2021 Sebastian Fitzek feat. Johannes Oerding     |
| 2022 | Flugmodus Sing meinen Song – Das Tauschkonzert, Vol. 9 (Sampler)                       | Erstveröffentlichung: 26. April 2022 Original: Clueso                              |
| 2022 | Millionen Liebeslieder Sing meinen Song – Das Tauschkonzert, Vol. 9 (Sampler)          | Erstveröffentlichung: 4. Mai 2022 Original: SDP                                    |
| 2022 | Unter meiner Haut Sing meinen Song – Das Tauschkonzert, Vol. 9 (Sampler)               | Erstveröffentlichung: 11. Mai 2022 Original: Elif                                  |
| 2023 | In meiner Erinnerung Sing meinen Song – Das Tauschkonzert, Vol. 10 (Sampler)           | Erstveröffentlichung: 26. April 2023 Original: Silbermond                          |
| 2023 | Drei Uhr nachts Sing meinen Song – Das Tauschkonzert, Vol. 10 (Sampler)                | Erstveröffentlichung: 3. Mai 2023 Original: Mark Forster feat. Lea                 |
| 2023 | Wenn ich du wäre Sing meinen Song – Das Tauschkonzert, Vol. 10 (Sampler)               | Erstveröffentlichung: 10. Mai 2023 Original: Montez                                |
| 2023 | Kein Bock zu gehen Sing meinen Song – Das Tauschkonzert, Vol. 10 (Sampler)             | Erstveröffentlichung: 17. Mai 2023 Original: Clueso                                |
| 2024 | Perfekte Welle Sing meinen Song – Das Tauschkonzert, Vol. 11 (Sampler)                 | Erstveröffentlichung: 23. April 2024 Original: Juli                                |
| 2024 | Wenn Worte meine Sprache wären Sing meinen Song – Das Tauschkonzert, Vol. 11 (Sampler) | Erstveröffentlichung: 30. April 2024 Original: Tim Bendzko                         |
| 2024 | Ihr da oben Sing meinen Song – Das Tauschkonzert, Vol. 11 (Sampler)                    | Erstveröffentlichung: 7. Mai 2024 Original: Broilers                               |

## Sonderveröffentlichungen

### Alben
| Jahr | Titel Musiklabel                      | Anmerkungen                                                            |
| ---- | ------------------------------------- | ---------------------------------------------------------------------- |
| 2023 | Live im Knust Columbia Records (Sony) | Erstveröffentlichung: 28. April 2023 Teil von Plan A (Special Edition) |

| Jahr | Titel Musiklabel                                                            | Anmerkungen                                            |
| ---- | --------------------------------------------------------------------------- | ------------------------------------------------------ |
| 2022 | Johannes Oerding bei Sing meinen Song, Vol. 9 Music for Millions (Tonpool)  | Erstveröffentlichung: 13. Mai 2022 Mini-TV-Kompilation |
| 2023 | Johannes Oerding bei Sing meinen Song, Vol. 10 Music for Millions (Tonpool) | Erstveröffentlichung: 19. Mai 2023 Mini-TV-Kompilation |
| 2024 | Johannes Oerding bei Sing meinen Song, Vol. 11 Music for Millions (Tonpool) | Erstveröffentlichung: 17. Mai 2024 Mini-TV-Kompilation |
| 2025 | Johannes Oerding bei Sing meinen Song, Vol. 12 Music for Millions (Tonpool) | Erstveröffentlichung: 16. Mai 2025 Mini-TV-Kompilation |

### Lieder
| Jahr | Titel Album                                                                                     | Anmerkungen |
| ---- | ----------------------------------------------------------------------------------------------- | --- |
| 2006 | Que calor Marquess                                                                              | Erstveröffentlichung: 29. September 2006 Marquess feat. Johannes                                                           |
| 2006 | Sorry & Goodbye Marquess                                                                        | Erstveröffentlichung: 29. September 2006 Marquess feat. Johannes                                                           |
| 2015 | Sommer in Schweden (Unplugged) MTV Unplugged in drei Akten                                      | Erstveröffentlichung: 9. Oktober 2015 Revolverheld feat. Johannes Oerding                                                  |
| 2015 | Es lebe die Freundschaft! Tabaluga – Es lebe die Freundschaft!                                  | Erstveröffentlichung: 30. Oktober 2015 Peter Maffay feat. Verschiedene Interpreten                                         |
| 2016 | Nichts geht mehr (Live) Ich bin die (Deluxe Version)                                            | Erstveröffentlichung: 28. Oktober 2016 Ina Müller & Johannes Oerding                                                       |
| 2016 | Ich brech’ die Herzen der stolzesten Frauen (Live) Stärker als die Zeit – Live (Deluxe Version) | Erstveröffentlichung: 2. Dezember 2016 Udo Lindenberg feat. Johannes Oerding                                               |
| 2017 | Eiszeit (Unplugged) MTV Unplugged                                                               | Erstveröffentlichung: 3. November 2017 Peter Maffay feat. Johannes Oerding                                                 |
| 2017 | Freiheit, die ich meine (Unplugged) MTV Unplugged                                               | Erstveröffentlichung: 3. November 2017 Peter Maffay feat. K. Melua, I. DeLange, J. Weist, J. Oerding, P. Poisel & T. Carey |
| 2017 | Schatten in die Haut tätowiert / Liebe wird verboten (Unplugged) MTV Unplugged                  | Erstveröffentlichung: 3. November 2017 Peter Maffay feat. Johannes Oerding                                                 |
| 2017 | So schön MTV Unplugged                                                                          | Erstveröffentlichung: 3. November 2017 Peter Maffay feat. Johannes Oerding                                                 |
| 2017 | Über sieben Brücken musst du gehn MTV Unplugged                                                 | Erstveröffentlichung: 3. November 2017 Peter Maffay feat. Johannes Oerding; Original: Karat                                |
| 2019 | Pyramiden Ich und keine Maske                                                                   | Erstveröffentlichung: 27. September 2019 Sido feat. Johannes Oerding                                                       |
| 2020 | Jetzt (Live) Peter Maffay und …                                                                 | Erstveröffentlichung: 27. November 2020 Peter Maffay feat. Johannes Oerding                                                |
| 2021 | Mein Weg Für eine handvoll Eiscreme!                                                            | Erstveröffentlichung: 19. Februar 2021 Die Punkies feat. Johannes Oerding                                                  |
| 2021 | Horizont Blaue Stunde (Deluxe Edition)                                                          | Erstveröffentlichung: 14. Mai 2021 Gentleman feat. Johannes Oerding                                                        |
| 2021 | Die guten Zeiten Vielleicht irgendwann                                                          | Erstveröffentlichung: 7. Mai 2021 Wincent Weiss feat. Johannes Oerding                                                     |
| 2021 | Diese Liebe Nostalgie Tape                                                                      | Erstveröffentlichung: 3. September 2021 Moses Pelham feat. Johannes Oerding                                                |
| 2021 | Unter der Welt Playlist                                                                         | Erstveröffentlichung: 22. Oktober 2021 Sebastian Fitzek feat. Johannes Oerding                                             |
| 2022 | Gedankenmillionäre Gute Neuigkeiten                                                             | Erstveröffentlichung: 21. Januar 2022 Nico Suave feat. Johannes Oerding                                                    |

| Jahr | Titel Album                                                                                    | Anmerkungen |
| ---- | ---------------------------------------------------------------------------------------------- | --- |
| 2013 | Ich wär so gern wie Du Giraffenaffen 2                                                         | Erstveröffentlichung: 18. Oktober 2013 Original: Louis Prima & Phil Harris – I Wan’na Be like You (The Monkey Song)                                   |
| 2014 | Hamburger Berg A Tribute to Nils Koppruch + Fink                                               | Erstveröffentlichung: 22. August 2014 Original: Nils Koppruch                                                                                         |
| 2014 | Die Frau des Wanderers Poem: Leonard Cohen in Deutscher Sprache                                | Erstveröffentlichung: 19. September 2014 Original: Leonard Cohen – The Gypsy’s Wife                                                                   |
| 2015 | Eins und eins, das macht zwei Für Hilde                                                        | Erstveröffentlichung: 18. Dezember 2015 Original: Hildegard Knef                                                                                      |
| 2016 | Der Himmel wird blau Dein Song 2016                                                            | Erstveröffentlichung: 18. März 2016 mit Josua Schwab                                                                                                  |
| 2018 | Bester Sommer Bibi & Tina – Star-Edition                                                       | Erstveröffentlichung: 28. September 2018 Original: Lina Larissa Strahl                                                                                |
| 2018 | Mädchen gegen Jungs Bibi & Tina – Star-Edition                                                 | Erstveröffentlichung: 28. September 2018 als Teil der Bibi & Tina All Stars Original: Lina Larissa Strahl, Lisa-Marie Koroll, Phil Laude & Louis Held |
| 2019 | Hier mit dir Sing meinen Song – Das Tauschkonzert, Vol. 6                                      | Erstveröffentlichung: 7. Mai 2019 Original: Wincent Weiss                                                                                             |
| 2019 | Rock My Life Sing meinen Song – Das Tauschkonzert, Vol. 6                                      | Erstveröffentlichung: 21. Mai 2019 Original: Jeanette                                                                                                 |
| 2019 | Heart of the Hurricane Sing meinen Song – Das Tauschkonzert, Vol. 6                            | Erstveröffentlichung: 24. Mai 2019 Original: Beyond the Black                                                                                         |
| 2019 | Hope (Hoffnung) Sing meinen Song – Das Tauschkonzert, Vol. 6                                   | Erstveröffentlichung: 24. Mai 2019 Original: Michael Patrick Kelly                                                                                    |
| 2019 | Ich will noch nicht nach Hause Sing meinen Song – Das Tauschkonzert, Vol. 6                    | Erstveröffentlichung: 24. Mai 2019 mit Michael Patrick Kelly                                                                                          |
| 2019 | Sofia Sing meinen Song – Das Tauschkonzert, Vol. 6                                             | Erstveröffentlichung: 24. Mai 2019 Original: Alvaro Soler                                                                                             |
| 2019 | You Don’t Know Sing meinen Song – Das Tauschkonzert, Vol. 6                                    | Erstveröffentlichung: 24. Mai 2019 Original: Milow |
| 2019 | Auld Lang Syne Sing meinen Song – Die Weihnachtsparty, Vol. 6                                  | Erstveröffentlichung: 26. November 2019 mit Jennifer Haben; Original: Frank C. Stanley                                                                |
| 2019 | Hope (Hoffnung) Sing meinen Song – Die Weihnachtsparty, Vol. 6                                 | Erstveröffentlichung: 26. November 2019 mit Michael Patrick Kelly                                                                                     |
| 2019 | Ich komm nach Haus (Wenn das Jahr zu Ende geht) Sing meinen Song – Die Weihnachtsparty, Vol. 6 | Erstveröffentlichung: 26. November 2019 Original: Maria Mena – Home for Christmas                                                                     |
| 2019 | Ich will noch nicht nach Hause Sing meinen Song – Die Weihnachtsparty, Vol. 6                  | Erstveröffentlichung: 26. November 2019 mit J. Biedermann, J. Haben, M. P. Kelly, Milow, Á. Soler & W. Weiss                                          |
| 2020 | Sie zieht aus Selig macht selig                                                                | Erstveröffentlichung: 20. März 2020 Original: Selig                                                                                                   |
| 2021 | An guten Tagen Sing meinen Song – Das Tauschkonzert, Vol. 8                                    | Erstveröffentlichung: 7. Mai 2021 mit Joris; Original: Johannes Oerding                                                                               |
| 2021 | Diggin’ in the Dirt Sing meinen Song – Das Tauschkonzert, Vol. 8                               | Erstveröffentlichung: 7. Mai 2021 Original: Stefanie Heinzmann                                                                                        |
| 2021 | Diggin’ in the Dirt Sing meinen Song – Das Tauschkonzert, Vol. 8                               | Erstveröffentlichung: 7. Mai 2021 mit Stefanie Heinzmann; Original: Stefanie Heinzmann                                                                |
| 2021 | Glück auf Sing meinen Song – Das Tauschkonzert, Vol. 8                                         | Erstveröffentlichung: 7. Mai 2021 Original: Joris |
| 2021 | Immer wenn ich träum Sing meinen Song – Das Tauschkonzert, Vol. 8                              | Erstveröffentlichung: 7. Mai 2021 Original: Mighty Oaks – When I Dream I See                                                                          |
| 2021 | Ohne Sinn Sing meinen Song – Das Tauschkonzert, Vol. 8                                         | Erstveröffentlichung: 7. Mai 2021 Original: Nura feat. Bausa                                                                                          |
| 2021 | Pray Sing meinen Song – Das Tauschkonzert, Vol. 8                                              | Erstveröffentlichung: 7. Mai 2021 Original: DJ Bobo                                                                                                   |
| 2021 | Time Out Sing meinen Song – Das Tauschkonzert, Vol. 8                                          | Erstveröffentlichung: 7. Mai 2021 Original: Gentleman                                                                                                 |
| 2021 | Time Out Sing meinen Song – Das Tauschkonzert, Vol. 8                                          | Erstveröffentlichung: 7. Mai 2021 mit Gentleman; Original: Gentleman                                                                                  |
| 2022 | Dunkelrot zu schwarz Sing meinen Song – Das Tauschkonzert, Vol. 9                              | Erstveröffentlichung: 13. Mai 2022 Original: Lotte |
| 2022 | Dunkelrot zu schwarz Sing meinen Song – Das Tauschkonzert, Vol. 9                              | Erstveröffentlichung: 13. Mai 2022 mit Lotte; Original: Lotte                                                                                         |
| 2022 | Flugmodus Sing meinen Song – Das Tauschkonzert, Vol. 9                                         | Erstveröffentlichung: 13. Mai 2022 Original: Clueso                                                                                                   |
| 2022 | Im Februar Sing meinen Song – Das Tauschkonzert, Vol. 9                                        | Erstveröffentlichung: 13. Mai 2022 mit Clueso |
| 2022 | Millionen Liebeslieder Sing meinen Song – Das Tauschkonzert, Vol. 9                            | Erstveröffentlichung: 13. Mai 2022 Original: SDP |
| 2022 | Only Thing We Know Sing meinen Song – Das Tauschkonzert, Vol. 9                                | Erstveröffentlichung: 13. Mai 2022 Original: Alle Farben feat. Kelvin Jones & Younotus                                                                |
| 2022 | Unter meiner Haut Sing meinen Song – Das Tauschkonzert, Vol. 9                                 | Erstveröffentlichung: 13. Mai 2022 Original: Elif |
| 2022 | While Love Died Sing meinen Song – Das Tauschkonzert, Vol. 9                                   | Erstveröffentlichung: 13. Mai 2022 Original: Northward                                                                                                |
| 2023 | Drei Uhr nachts Sing meinen Song – Das Tauschkonzert, Vol. 10                                  | Erstveröffentlichung: 19. Mai 2023 Original: Mark Forster feat. Lea                                                                                   |
| 2023 | Home Sing meinen Song – Das Tauschkonzert, Vol. 10                                             | Erstveröffentlichung: 19. Mai 2023 Original: Topic feat. Nico Santos                                                                                  |
| 2023 | In meiner Erinnerung Sing meinen Song – Das Tauschkonzert, Vol. 10                             | Erstveröffentlichung: 19. Mai 2023 Original: Silbermond                                                                                               |
| 2023 | Kein Bock zu gehen Sing meinen Song – Das Tauschkonzert, Vol. 10                               | Erstveröffentlichung: 19. Mai 2023 Original: Clueso                                                                                                   |
| 2023 | Orchideen Sing meinen Song – Das Tauschkonzert, Vol. 10                                        | Erstveröffentlichung: 19. Mai 2023 Original: Alli Neumann                                                                                             |
| 2023 | Orchideen Sing meinen Song – Das Tauschkonzert, Vol. 10                                        | Erstveröffentlichung: 19. Mai 2023 mit Alli Neumann                                                                                                   |
| 2023 | Wenn ich du wäre Sing meinen Song – Das Tauschkonzert, Vol. 10                                 | Erstveröffentlichung: 19. Mai 2023 Original: Montez                                                                                                   |
| 2024 | Ausmacht Sing meinen Song – Das Tauschkonzert, Vol. 11                                         | Erstveröffentlichung: 17. Mai 2024 Original: Emilio Sakraya                                                                                           |
| 2024 | Ihr da oben Sing meinen Song – Das Tauschkonzert, Vol. 11                                      | Erstveröffentlichung: 17. Mai 2024 Original: Broilers                                                                                                 |
| 2024 | Mit dir Sing meinen Song – Das Tauschkonzert, Vol. 11                                          | Erstveröffentlichung: 17. Mai 2024 Original: Freundeskreis feat. Joy Denalane                                                                         |
| 2024 | Perfekte Welle Sing meinen Song – Das Tauschkonzert, Vol. 11                                   | Erstveröffentlichung: 17. Mai 2024 Original: Juli |
| 2024 | Perfekte Welle Sing meinen Song – Das Tauschkonzert, Vol. 11                                   | Erstveröffentlichung: 17. Mai 2024 mit Eva Briegel; Original: Juli                                                                                    |
| 2024 | Über sieben Brücken mußt du gehn Sing meinen Song – Das Tauschkonzert, Vol. 11                 | Erstveröffentlichung: 17. Mai 2024 Original: Karat |
| 2024 | Was ist mit der Welt passiert Sing meinen Song – Das Tauschkonzert, Vol. 11                    | Erstveröffentlichung: 17. Mai 2024 Original: Eko Fresh                                                                                                |
| 2024 | Was ist mit der Welt passiert Sing meinen Song – Das Tauschkonzert, Vol. 11                    | Erstveröffentlichung: 17. Mai 2024 mit Eko Fresh |
| 2024 | Wenn wir uns wiedersehen Sing meinen Song – Das Tauschkonzert, Vol. 11                         | Erstveröffentlichung: 17. Mai 2024 Original: Peter Maffay                                                                                             |
| 2024 | Wenn Worte meine Sprache wären Sing meinen Song – Das Tauschkonzert, Vol. 11                   | Erstveröffentlichung: 17. Mai 2024 Original: Tim Bendzko                                                                                              |
| 2025 | Fly Sing meinen Song – Das Tauschkonzert, Vol. 12 (Deluxe Edition)                             | Erstveröffentlichung: 16. Mai 2025 Original: ClockClock                                                                                               |
| 2025 | Muttertag Sing meinen Song – Das Tauschkonzert, Vol. 12                                        | Erstveröffentlichung: 16. Mai 2025 Original: Michael Patrick Kelly – Mother’s Day                                                                     |
| 2025 | Nur kurz glücklich Sing meinen Song – Das Tauschkonzert, Vol. 12 (Deluxe Edition)              | Erstveröffentlichung: 16. Mai 2025 Original: Madeline Juno feat. Max Giesinger                                                                        |
| 2025 | Populär Sing meinen Song – Das Tauschkonzert, Vol. 12                                          | Erstveröffentlichung: 16. Mai 2025 Original: Die Fantastischen Vier                                                                                   |
| 2025 | Tanz der Moleküle Sing meinen Song – Das Tauschkonzert, Vol. 12                                | Erstveröffentlichung: 16. Mai 2025 Original: MiA. |
| 2025 | Tanz der Moleküle Sing meinen Song – Das Tauschkonzert, Vol. 12 (Deluxe Edition)               | Erstveröffentlichung: 16. Mai 2025 mit Mieze Katz; Original: MiA.                                                                                     |
| 2025 | Tattoo Sing meinen Song – Das Tauschkonzert, Vol. 12 (Deluxe Edition)                          | Erstveröffentlichung: 16. Mai 2025 Original: Finch feat. 2 Engel & Charlie & HBz                                                                      |
| 2025 | Vier Leben Sing meinen Song – Das Tauschkonzert, Vol. 12                                       | Erstveröffentlichung: 16. Mai 2025 Original: Bosse |
| 2025 | Vier Leben Sing meinen Song – Das Tauschkonzert, Vol. 12 (Deluxe Edition)                      | Erstveröffentlichung: 16. Mai 2025 mit Bosse; Original: Bosse                                                                                         |

| Jahr | Titel Soundtrack                          | Anmerkungen                                            |
| ---- | ----------------------------------------- | ------------------------------------------------------ |
| 2015 | Das alles geht hier Deutschland. Dein Tag | Erstveröffentlichung: 20. September 2015 mit Anna Loos |

## Statistik

### Chartauswertung
Die folgenden Statistiken bieten eine Übersicht der Charterfolge von Johannes Oerding in den Album- und Singlecharts. Es ist zu beachten, dass bei den Singlecharts nur Interpretationen und keine Autorenbeteiligungen berücksichtigt wurden.
|                     | DE    | AT    | CH    |
| ------------------- | ----- | ----- | ----- |
| Nummer-eins-Alben   | DE2DE | AT—AT | CH—CH |
| Top-10-Alben        | DE5DE | AT—AT | CH1CH |
| Alben in den Charts | DE7DE | AT5AT | CH5CH |

|                       | DE    | AT    | CH    |
| --------------------- | ----- | ----- | ----- |
| Nummer-eins-Singles   | DE—DE | AT—AT | CH—CH |
| Top-10-Singles        | DE—DE | AT—AT | CH—CH |
| Singles in den Charts | DE9DE | AT2AT | CH3CH |

### Auszeichnungen für Musikverkäufe
Anmerkung: Auszeichnungen in Ländern aus den Charttabellen bzw. Chartboxen sind in ebendiesen zu finden.
| Land/RegionAuszeichnungen für Musikverkäufe (Land/Region, Auszeichnungen, Verkäufe, Quellen) | Gold     | Platin     | Verkäufe  | Quellen           |
| -------------------------------------------------------------------------------------------- | -------- | ---------- | --------- | ----------------- |
| Deutschland (BVMI)                                                                           | 6× Gold6 | 4× Platin4 | 2.100.000 | musikindustrie.de |
| Österreich (IFPI)                                                                            | Gold1    | —          | 15.000    | ifpi.at           |
| Schweiz (IFPI)                                                                               | 2× Gold2 | 2× Platin2 | 60.000    | musikwoche.de     |
| Insgesamt                                                                                    | 9× Gold9 | 6× Platin6 |           |                   |